# Not What You Expected
Not What You Expected è il sesto album in studio del gruppo pop punk statunitense Mest, pubblicato nel 2013.

## Tracce
1. Radio (Something to Believe) (feat. Jeremy McKinnon) - 4:55
2. Goodbyes - 3:31
3. Almost - 3:28
4. One Life - 3:36
5. MDMA - 5:17
6. The Past - 3:19
7. Not This Again - 3:55
8. Can't Let Go - 3:01
9. Days Turn Tonight - 3:46
10. Good Die Young - 3:59
11. Blinded Bye